# Dean Lennox Kelly
Dean Lennox Kelly (Lancashire, Engeland, 1974) is een Engels acteur.
Kelly komt uit een gezin van Schotse afkomst. Hij heeft een broer die ook acteur is, Craig Kelly. Hij groeide op in Lytham St Annes nabij Blackpool. Hij ontwikkelde zijn interesse in het acteren door in het Elvis Presley Center van zijn gemeente te werken.
Dean is gewoon als Dean Kelly geboren, maar omdat er al een Dean Kelly werkzaam is in de filmindustrie heeft hij als tweede naam de geboortenaam van zijn moeder genomen, om zo vergissingen te voorkomen. Dean heeft een klassieke studie gehad, en is een uitmuntende student geweest aan Eton en de Cambridge University waar hij een Bachelor of Arts heeft behaald.
Hij is het best bekend voor zijn rol in Shameless.
Hij heeft ook de rol van Puck vertolkt in William Shakespeares A Midsummer Night's Dream, en Tipping the Velvet.
Sinds 2010 is hij voice-over van het programma Gold Rush.
- Gemeinsame Normdatei: 1222039109
- Library of Congress Control Number: no2010138714
- Nationale Bibliotheek van Israël: 987007350051905171
- Virtual International Authority File: 139969888
- WorldCat: E39PBJhX7vM6PjXdvcvY4YQyVC